# Shaq Fu
Shaq Fu är ett man mot man-fightingspel utgivet till Sega Genesis och SNES den 28 oktober 1994. Det porterades till Amiga, Sega Game Gear och Game Boy 1995. Spelet utgavs av EA efter att ha utvecklats av Delphine Software International. Spelet innehåller amerikanske tidigare professionelle basketspelaren Shaquille O'Neal ("Shaq") som spelbar karaktär.

## Handling
I samband med en välgörenhetsmatch i Tokyo i Japan beger sig Shaquille O'Neal till en dojo. Efter ett samtal med en kampsportsmästare förs han till en annan dimension, där han måste rädda den unge pojken Nezu från den onde mumien Sett-Ra.

### Fotnoter
1. ↑  ”Shaq Fu” (på engelska). Mobygames. 26 mars 1994. http://www.mobygames.com/game/shaq-fu. Läst 7 juni 2014.